# Esmila
Esmila (en griego, Σμίλα) fue una antigua ciudad griega de la península Calcídica. 
Es citada por Heródoto como una de las ciudades —junto a Lipaxo, Combrea, Lisas, Gigono, Campsa y Enea—  situadas en las proximidades del golfo Termaico, en una región llamada Crosea, cercanas a la península de Palene donde Jerjes reclutó tropas en su expedición del año 480 a. C. contra Grecia.
Posteriormente la ciudad perteneció a la liga de Delos puesto que aparece en una lista de tributos a Atenas en 434/3 a. C. Se desconoce su localización exacta.